# Michel Couillet
Michel Couillet est un homme politique français, né le 28 novembre 1913 à Cayeux-sur-Mer (Somme) et mort le 3 octobre 2004 à Abbeville (Somme).

## Biographie
Cheminot de profession, Michel Couillet adhère au Parti communiste français entre 1934 et 1936. Il est responsable de la section PCF de la Somme, conjointement avec René Lamps, depuis la fin de la guerre jusqu’aux années 1970.
Il commence son parcours d'élu en tant qu'adjoint au maire de Longueau en 1956. Il essaie de se faire élire député dans la 3e circonscription de la Somme en 1958, mais échoue. En 1961, il devient conseiller général du canton d'Amiens Sud-Est.
En 1962, il est élu député. Cinq ans plus tard, il accède à la mairie de Longueau et est réélu député. Il perd son siège de député en 1968, au profit de Charles Bignon.
Il décide d'abandonner son poste de maire en 1973, au profit de Paul Hédé. La même année, il ne représente pas dans le canton d'Amiens-sud-Est. Il essaie de reconquérir son siège de député, en 1973, en vain. Il parvient à se faire élire conseiller général du canton d'Ault en 1973, puis maire d'Ault en 1977. Il retrouve son siège de député en 1978 qu'il conserve jusqu'en 1986. Il est également conseiller régional de Picardie de 1978 à 1986.

## Détail des fonctions et des mandats
Mandats parlementaires
- 25 novembre 1962 - 2 avril 1967 : député de la 3e circonscription de la Somme
- 12 mars 1967 - 30 mai 1968 : député de la 3e circonscription de la Somme
- 19 mars 1978 - 22 mai 1981 : député de la 3e circonscription de la Somme
- 21 juin 1981 - 1er avril 1986 : député de la 3e circonscription de la Somme

Mandats locaux
- 1961 - 1973 : conseiller général du canton d'Amiens Sud-Est
- 1967 - 1973 : maire de Longueau
- 1973 - 1992 : conseiller général du canton d'Ault
- 1977 - 1995 : maire d'Ault
- 1978 - 1986 : conseiller régional de Picardie